# Sergio Maldini
Sergio Maldini (Firenze, 9 maggio 1923 – Udine, 2 luglio 1998) è stato uno scrittore e giornalista italiano.

## Biografia
Trascorse molti anni dell'adolescenza in Friuli, dove conobbe Pier Paolo Pasolini che influenzò la sua formazione culturale e con il quale intrattenne un epistolario. Altre frequentazioni importanti furono con Dino Buzzati e Silvio Benco.
Trasferitosi a Bologna, divenne redattore, inviato e caporedattore del quotidiano Il Resto del Carlino. Fu quindi a Roma e si ritirò infine nell'amato Friuli, a Santa Marizza di Varmo, dove è sepolto, dopo essersi spento a Udine il 2 luglio 1998.
Vinse il Premio Hemingway 1953 (ex aequo) per il romanzo I sognatori e il Premio Estense 1968 per "Il giornalista riluttante". Con il romanzo La casa a Nord-Est, ancora una volta ambientato in Friuli, conseguì nel 1992 il Premio Società lucchese dei Lettori, e il Premio Campiello.
Il 5 settembre 2008, nell'ambito di celebrazioni a Santa Marizza di Varmo è stata allestita la prima rappresentazione assoluta di Aspettando Bellarmino, azione teatrale in un atto scritta nel 1978 e riscoperta grazie alla vedova dello scrittore.

## Opere
- I sognatori, Arnoldo Mondadori Editore, Verona, 1953 (ripubblicato da Marsilio nel 1993)
- Il giornalista riluttante, Il Mulino, Bologna, 1968
- Il cestone, Edizioni del Girasole, Ravenna, 1986
- Aspettando Bellarmino, azione teatrale inedita (1978)
- La casa a Nord-Est, Marsilio, Venezia, 1991
- La stazione di Varmo, Marsilio, Venezia, 1994
- Bologna brucia, Marsilio, Venezia, 1996
- Descrizioni, Marsilio, Venezia, 1998.